# Игры Содружества 2010
Игры Содружества 2010 года проводились в Дели (Индия) с 3 по 14 октября. В Играх участвовали 4352 спортсмена из 71 страны Содружества, которые разыграли 272 комплекта медалей в 21 виде. Это было также крупнейшее международное мультиспортивное мероприятие, которое проводилось в Дели и Индии. Церемонии открытия и закрытия Игр проходили на стадионе Джавахарлала Неру.
Игры Содружества впервые проводились в Индии и второй раз — в Азии (после Игр 1998 года в Куала-Лумпуре). Официальным талисманом Игр была тигрица Шера, а официальная песня Игр «Jiyo Utho Bado Jeeto» была написана индийским музыкантом, лауреатом премий Оскар 2009 года и Грэмми 2009 Алла Ракха Рахманом.
Подготовка к Играм привлекла широкое внимание международных средств массовой информации, при этом организаторов критиковали за низкие темпы работ, а также вопросы, связанные с безопасностью и гигиеной. Однако все страны-члены Содружества наций приняли участие в Играх, за исключением Фиджи, которая отстранена от участия, и Токелау, которая не отправила команду, несмотря на угрозы бойкота и снятие спортсменов.
Церемония открытия получила признание во всем мире, улучшила имидж Игр и развеяла негативные представления о них. Президент Международного олимпийского комитета Жак Рогге сказал, что Индия создала хорошую основу для будущей заявки на Олимпиаду, что было подтверждено министром спорта Австралии. Глава Федерации игр Содружества Майк Феннелл заявил, что «Дели провёл фантастические Игры». Некоторые наблюдатели обвинили средства массовой информации в предвзятости, несправедливых ожиданиях и негативных репортажах.
В командном зачёте лучшей стала Австралия с 74 золотыми медалями и 177 медалями в целом. Принимающая страна Индия показала свои лучшие результаты на Играх Содружества, заняв второе место в общем зачёте, выиграв 38 золотых медалей и 101 медаль в общем зачёте.

## Страны-участницы
В Играх Содружества 2010 года участвовала 71 страна. Поскольку Фиджи была исключена из Содружества, ей было запрещено участвовать в Играх. Руанда впервые выставила команду на игры после того, как стала членом Содружества в 2009 году. В скобках указано количество спортсменов от каждой страны. Первоначально ожидалось, что Токелау будет участвовать в соревнованиях, но этого не произошло.
| Страны и территории |
| --- |

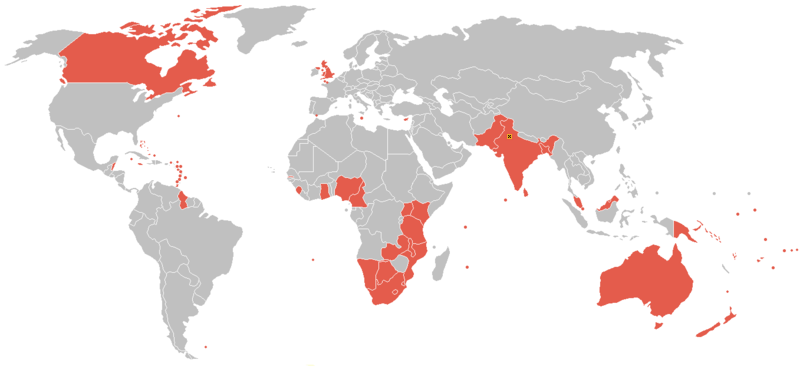
Страны — участницы Игр.

| - Ангилья - Антигуа и Барбуда - Австралия - Багамские Острова - Бангладеш - Барбадос - Белиз - Бермуды - Ботсвана - Виргинские Острова (Великобритания) - Бруней - Камерун - Канада - Острова Кайман - Острова Кука - Кипр - Доминика - Англия - Фолклендские острова - Гамбия - Гана - Гибралтар - Гренада - Гернси - Гайана - Индия (хозяйка) - Остров Мэн - Ямайка - Джерси - Кения - Кирибати - Лесото - Малави - Малайзия - Мальдивы - Мальта - Маврикий - Монтсеррат - Мозамбик - Намибия - Науру - Новая Зеландия - Нигерия - Ниуэ - Остров Норфолк - Северная Ирландия - Пакистан - Папуа — Новая Гвинея - Руанда - Остров Святой Елены - Сент-Китс и Невис - Сент-Люсия - Сент-Винсент и Гренадины - Самоа - Шотландия - Сейшельские Острова - Сьерра-Леоне - Сингапур - Соломоновы Острова - ЮАР - Шри-Ланка - Свазиленд - Танзания - Тонга - Тринидад и Тобаго - Теркс и Кайкос - Тувалу - Уганда - Вануату - Уэльс - Замбия |

## Таблица медалей
По боксу в каждой весовой категории было присуждено по две бронзовые медали. Кроме того, три спортсменки заняли третье место в прыжках с шестом среди женщин в легкой атлетике, поэтому были присуждены три бронзовые медали. Таким образом, общее количество бронзовых медалей больше, чем общее количество золотых и серебряных медалей.
  *   Принимающая страна (Индия)
| Место           | Страна                   | Золото | Серебро | Бронза | Всего |
| --------------- | ------------------------ | ------ | ------- | ------ | ----- |
| 1               | Австралия                | 74     | 55      | 48     | 177   |
| 2               | Индия*                   | 38     | 27      | 36     | 101   |
| 3               | Англия                   | 37     | 60      | 45     | 142   |
| 4               | Канада                   | 26     | 17      | 32     | 75    |
| 5               | Кения                    | 12     | 11      | 10     | 33    |
| 5               | ЮАР                      | 12     | 11      | 10     | 33    |
| 7               | Малайзия                 | 12     | 10      | 13     | 35    |
| 8               | Сингапур                 | 11     | 11      | 9      | 31    |
| 9               | Нигерия                  | 11     | 10      | 14     | 35    |
| 10              | Шотландия                | 9      | 10      | 7      | 26    |
| 11              | Новая Зеландия           | 6      | 22      | 8      | 36    |
| 12              | Кипр                     | 4      | 3       | 5      | 12    |
| 13              | Уэльс                    | 3      | 6       | 10     | 19    |
| 14              | Северная Ирландия        | 3      | 3       | 4      | 10    |
| 15              | Самоа                    | 3      | 0       | 1      | 4     |
| 16              | Ямайка                   | 2      | 4       | 1      | 7     |
| 17              | Пакистан                 | 2      | 1       | 2      | 5     |
| 18              | Уганда                   | 2      | 0       | 0      | 2     |
| 19              | Багамские Острова        | 1      | 1       | 3      | 5     |
| 20              | Ботсвана                 | 1      | 1       | 2      | 4     |
| 21              | Науру                    | 1      | 1       | 0      | 2     |
| 22              | Острова Кайман           | 1      | 0       | 0      | 1     |
| 22              | Сент-Винсент и Гренадины | 1      | 0       | 0      | 1     |
| 24              | Тринидад и Тобаго        | 0      | 4       | 2      | 6     |
| 25              | Камерун                  | 0      | 2       | 4      | 6     |
| 26              | Гана                     | 0      | 1       | 3      | 4     |
| 27              | Намибия                  | 0      | 1       | 2      | 3     |
| 28              | Шри-Ланка                | 0      | 1       | 1      | 2     |
| 29              | Папуа — Новая Гвинея     | 0      | 1       | 0      | 1     |
| 29              | Сейшельские Острова      | 0      | 1       | 0      | 1     |
| 31              | Маврикий                 | 0      | 0       | 2      | 2     |
| 31              | Остров Мэн               | 0      | 0       | 2      | 2     |
| 31              | Тонга                    | 0      | 0       | 2      | 2     |
| 34              | Бангладеш                | 0      | 0       | 1      | 1     |
| 34              | Гайана                   | 0      | 0       | 1      | 1     |
| 34              | Сент-Люсия               | 0      | 0       | 1      | 1     |
| Всего стран: 36 | Всего стран: 36          | 272    | 275     | 281    | 828   |